# Maniero di Clos-Lucé
Il maniero di Clos Lucé (AFI: [klo lyˈse]; detto anche Cloux, [klu]) si trova nella parte più elevata della località francese di Amboise, nel dipartimento dell'Indre e Loira. Insieme ad altre strutture analoghe, è annoverato tra i Castelli della Loira. Il Castello ricostruito nella seconda metà del XV secolo e restaurato da Francesco I ha l'aspetto di un edificio civile in stile Luigi XII. L'impiego delle mattonelle rosse e del tufo bianco per gli angoli e le finestre la facciata principale in gotico fiammeggiante ne sono un esempio. Il castello, contornato da ampie finestre a croce, ha nella facciata accanto alla torre ottagonale delle finestre in stile gotico. È poi coronato da alti tetti in ardesia e da lucernai. Gli interni sono freschi e confortevoli e conservano in gran parte gli arredamenti dell'epoca.

## Storia
Il castello è noto soprattutto per essere stato l'ultima dimora di Leonardo da Vinci, che vi soggiornò dal 1516 alla morte (2 maggio 1519), su invito di Francesco I. Si diceva che il maniero fosse collegato alla residenza del Castello di Amboise da un passaggio sotterraneo che consentiva al re di rendere visita a Leonardo in qualunque momento con la massima discrezione: in realtà, durante i lavori di ristrutturazione non sono stati trovati passaggi di alcun tipo. Recentemente Clos Lucé è stato ampiamente descritto da Carmine Mastroianni nel primo saggio interamente dedicato agli anni francesi di Leonardo.
Il castello ospita numerosi ricordi del soggiorno del genio vinciano. Nei sotterranei è possibile osservare numerosi modelli tratti dagli schizzi di Leonardo tra cui un carro armato, un ponte di assedio e un precursore di un elicottero. Anche nel parco sono disposte alcune opere a grandezza naturale realizzate a partire dai disegni leonardeschi.

## Immagine del castello

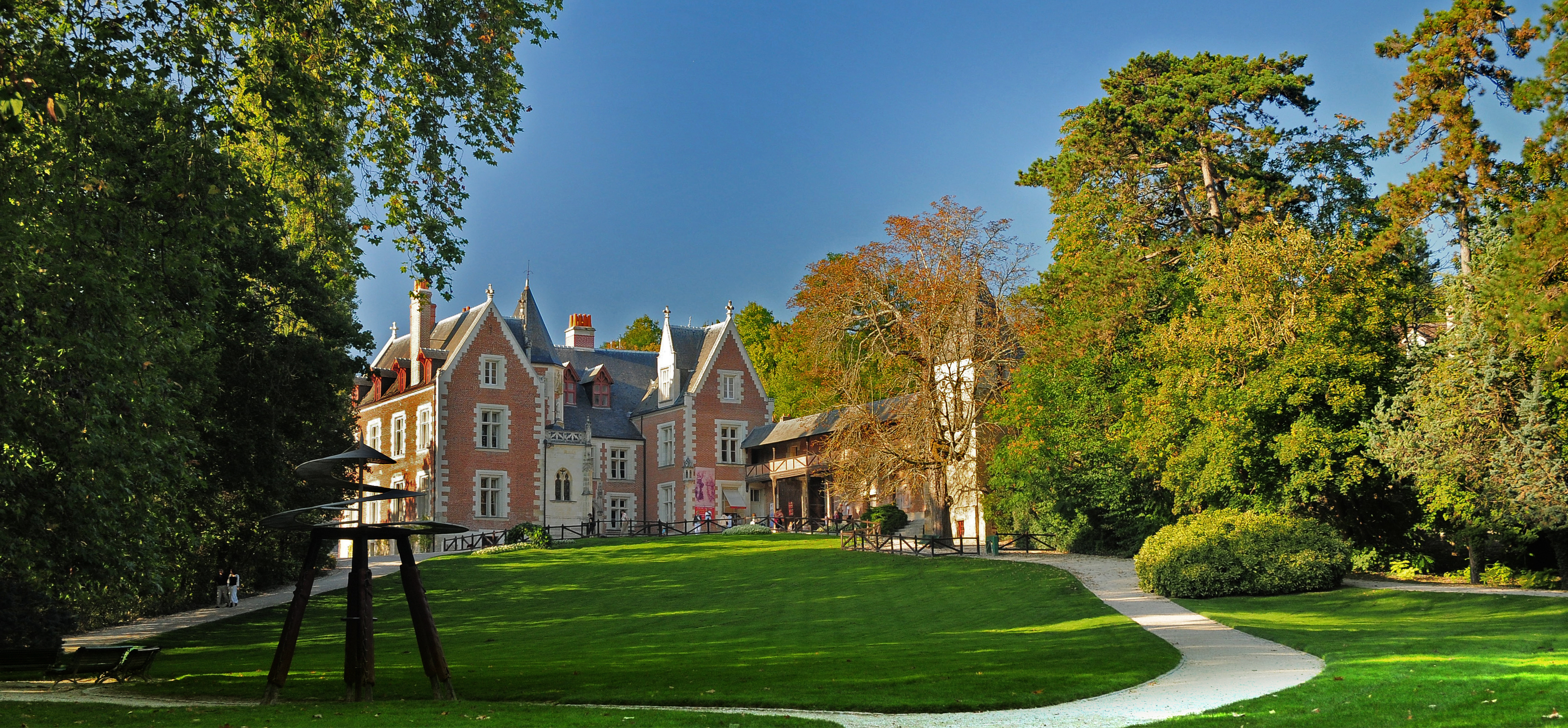
Castello di Clos-Lucé

Esterno e facciata

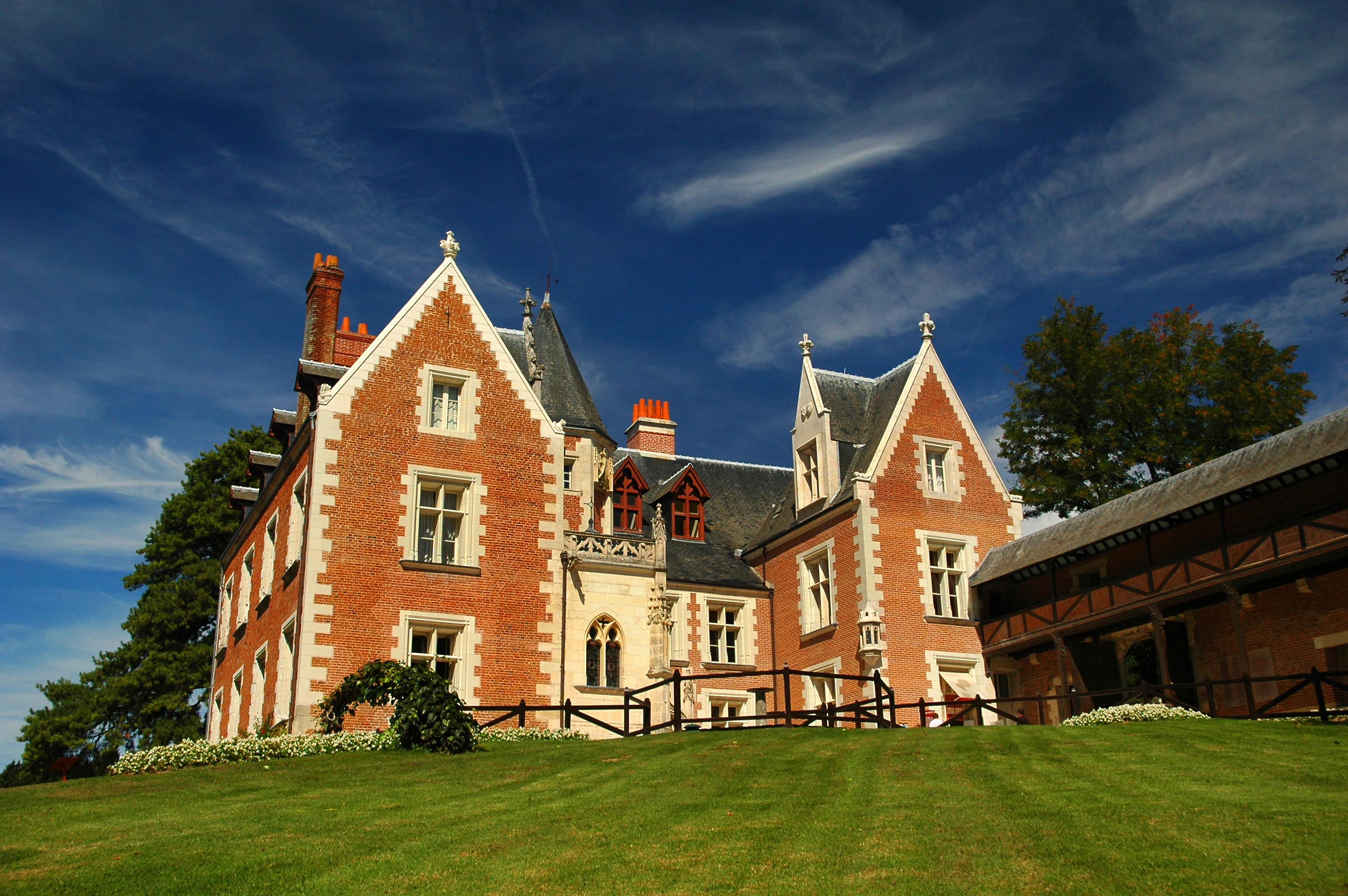
Castello
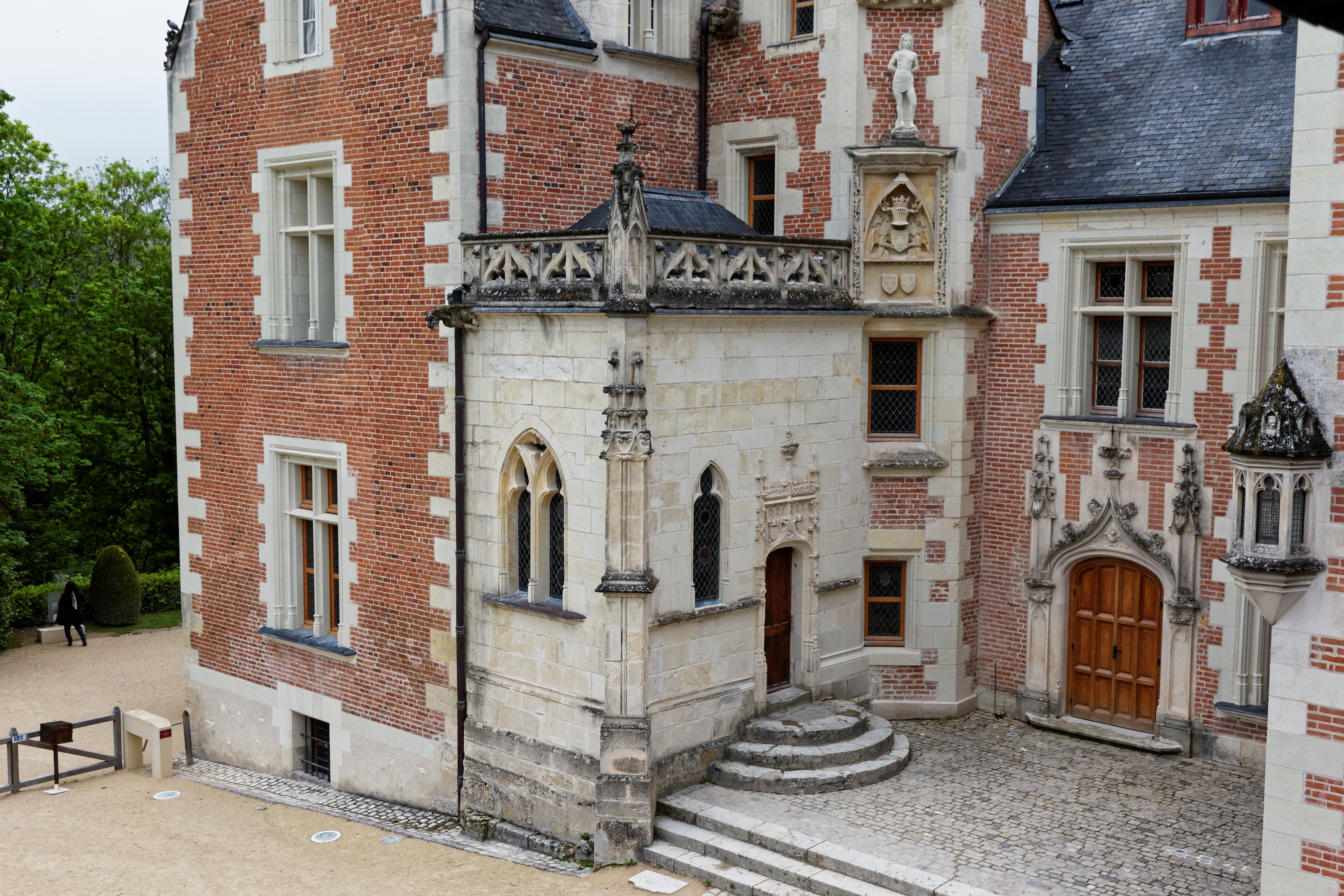
Facciata del Castello con portone principale e porte secondarie
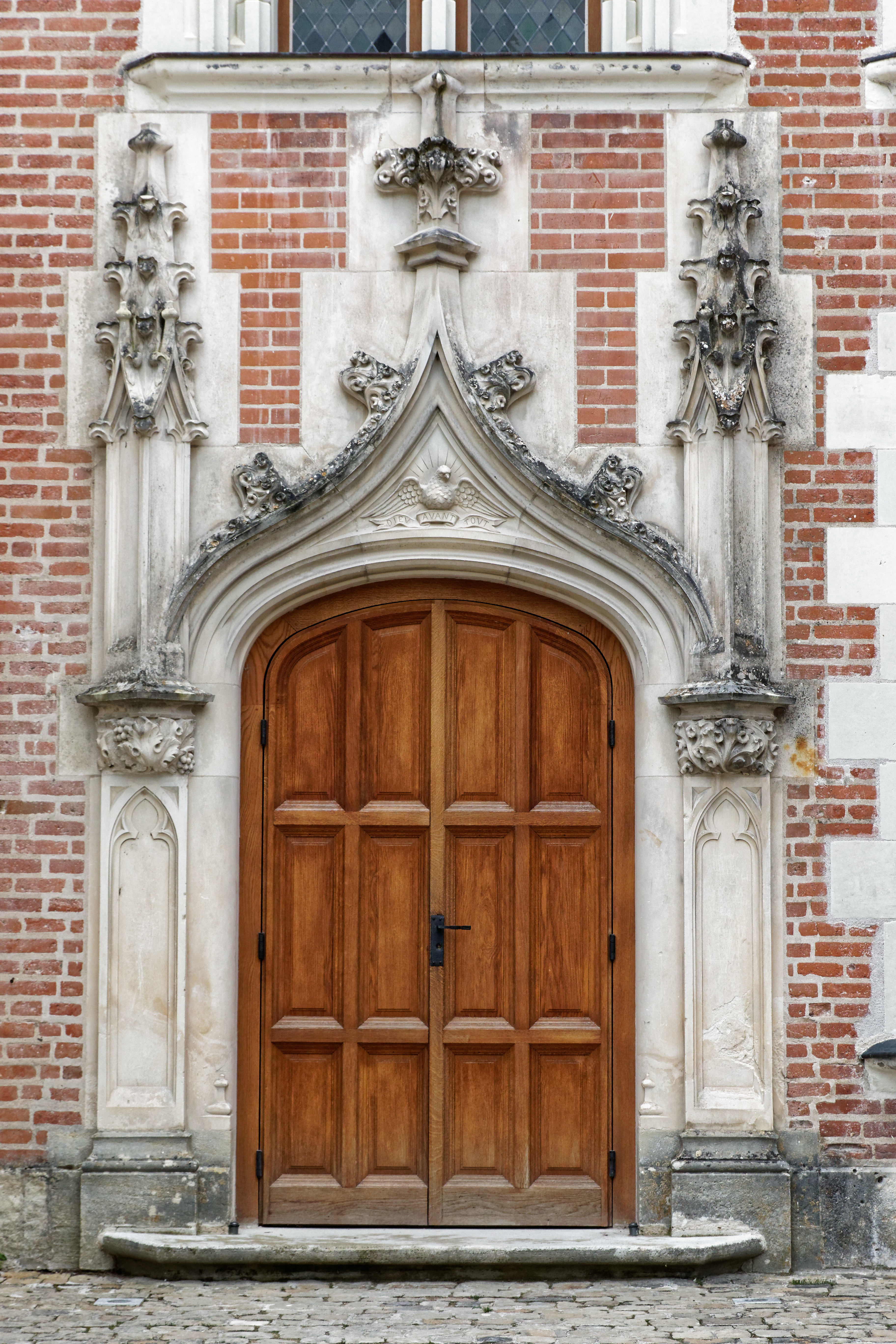
Particolare del portone principale in Stile Gotico Fiammeggiante
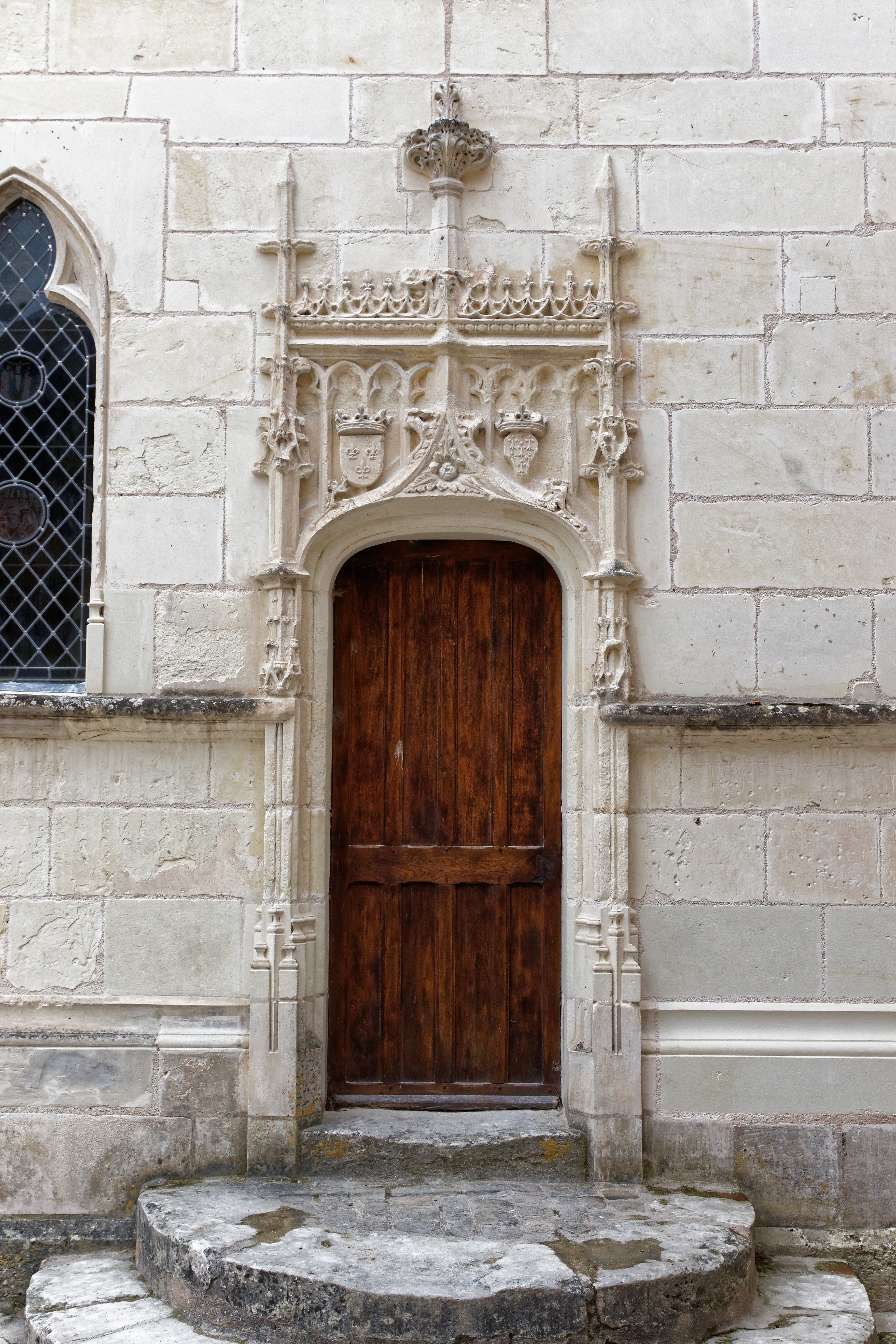
Porta di servizio in stile gotico
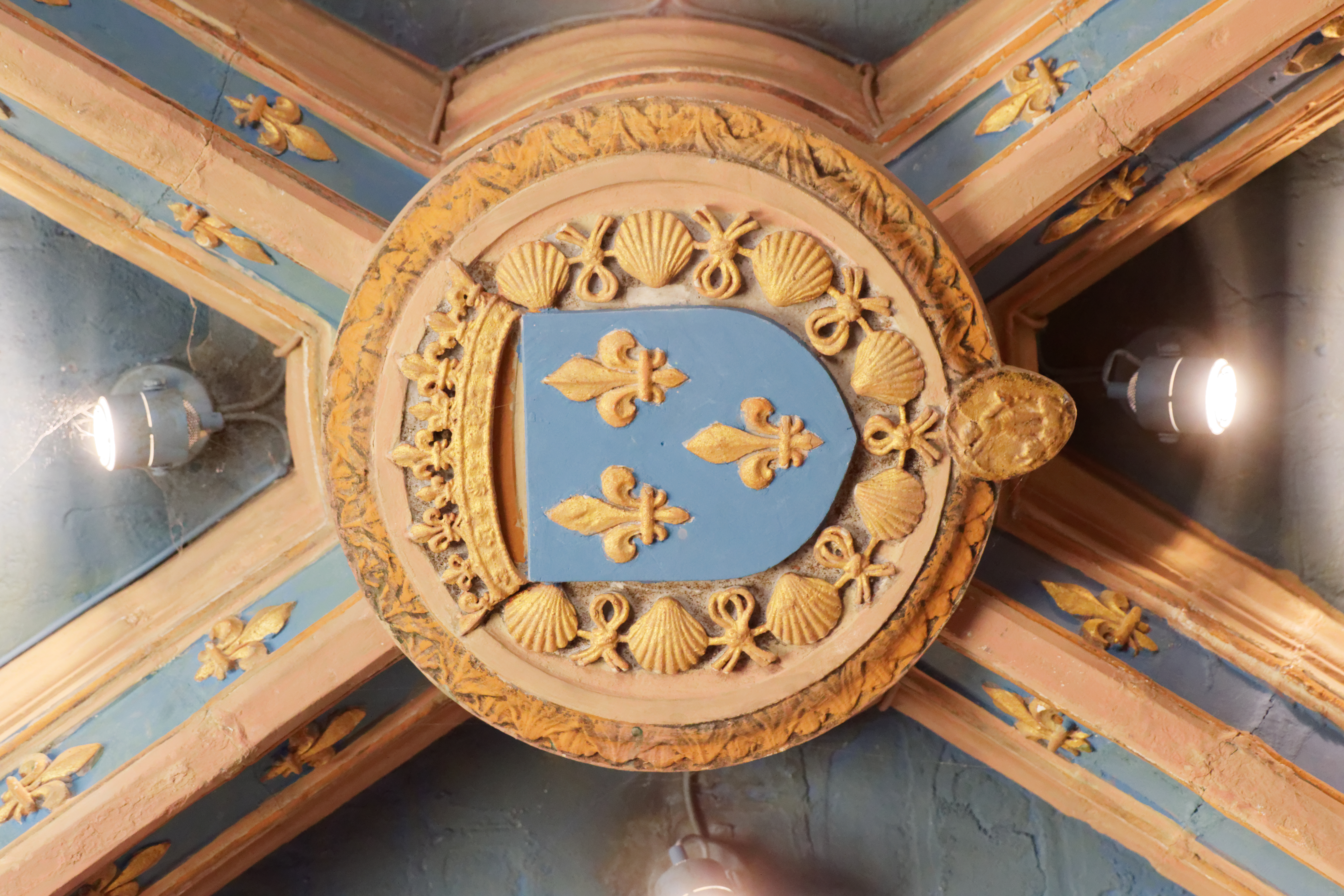
particolare del blasone reale su volta a crociera
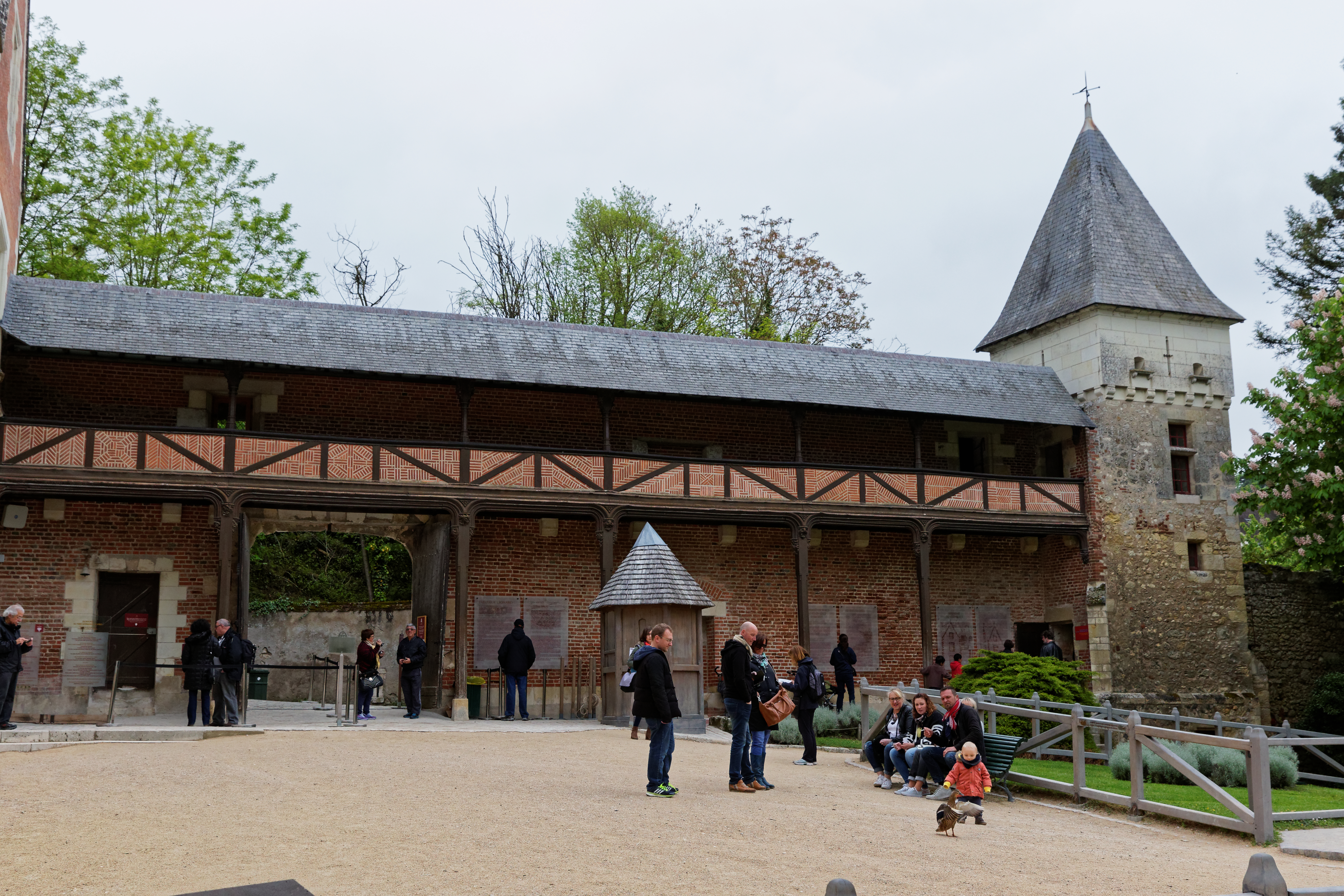
stalle

Interni e stanze

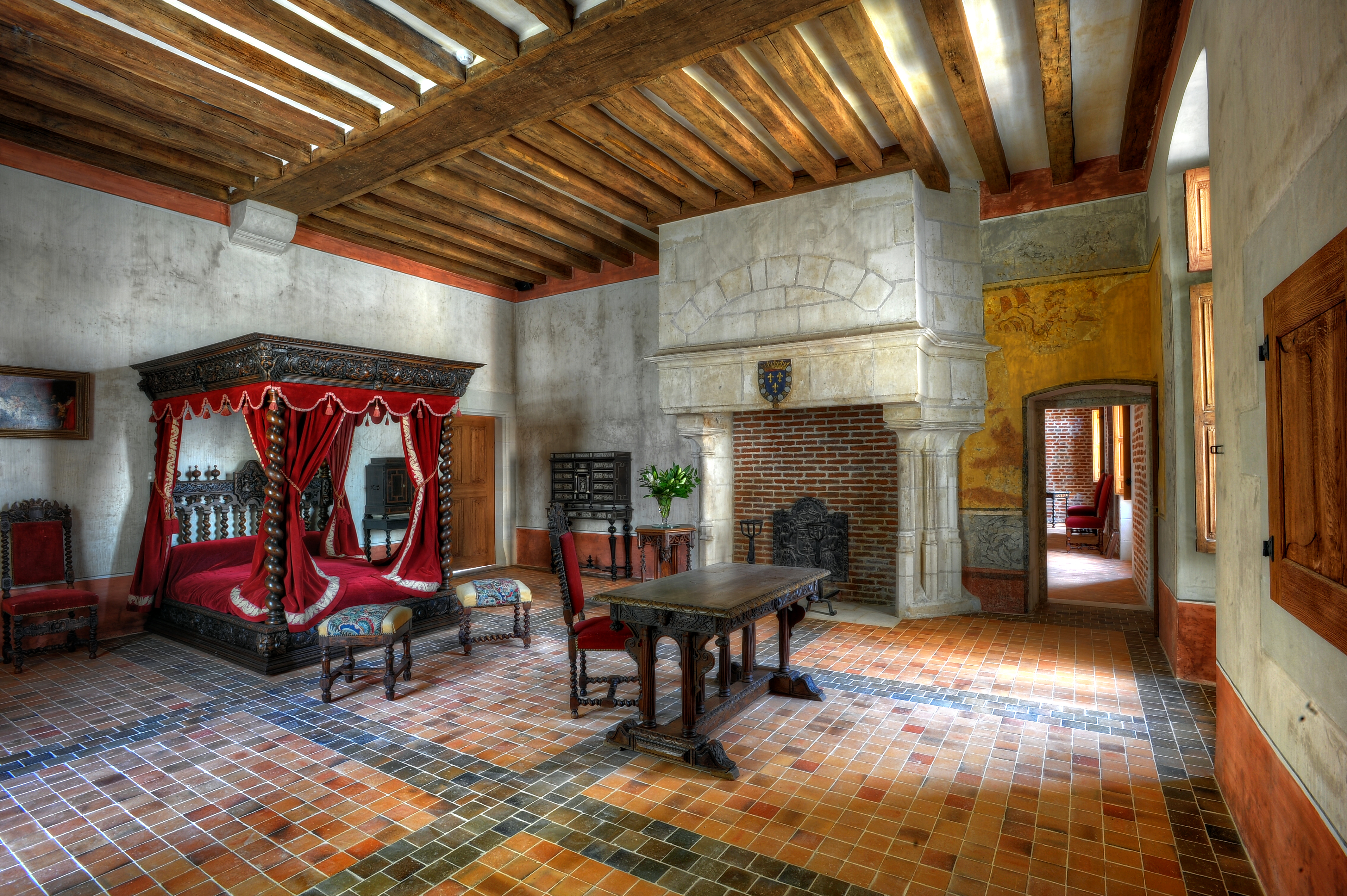
Camera da letto di Leonardo da Vinci
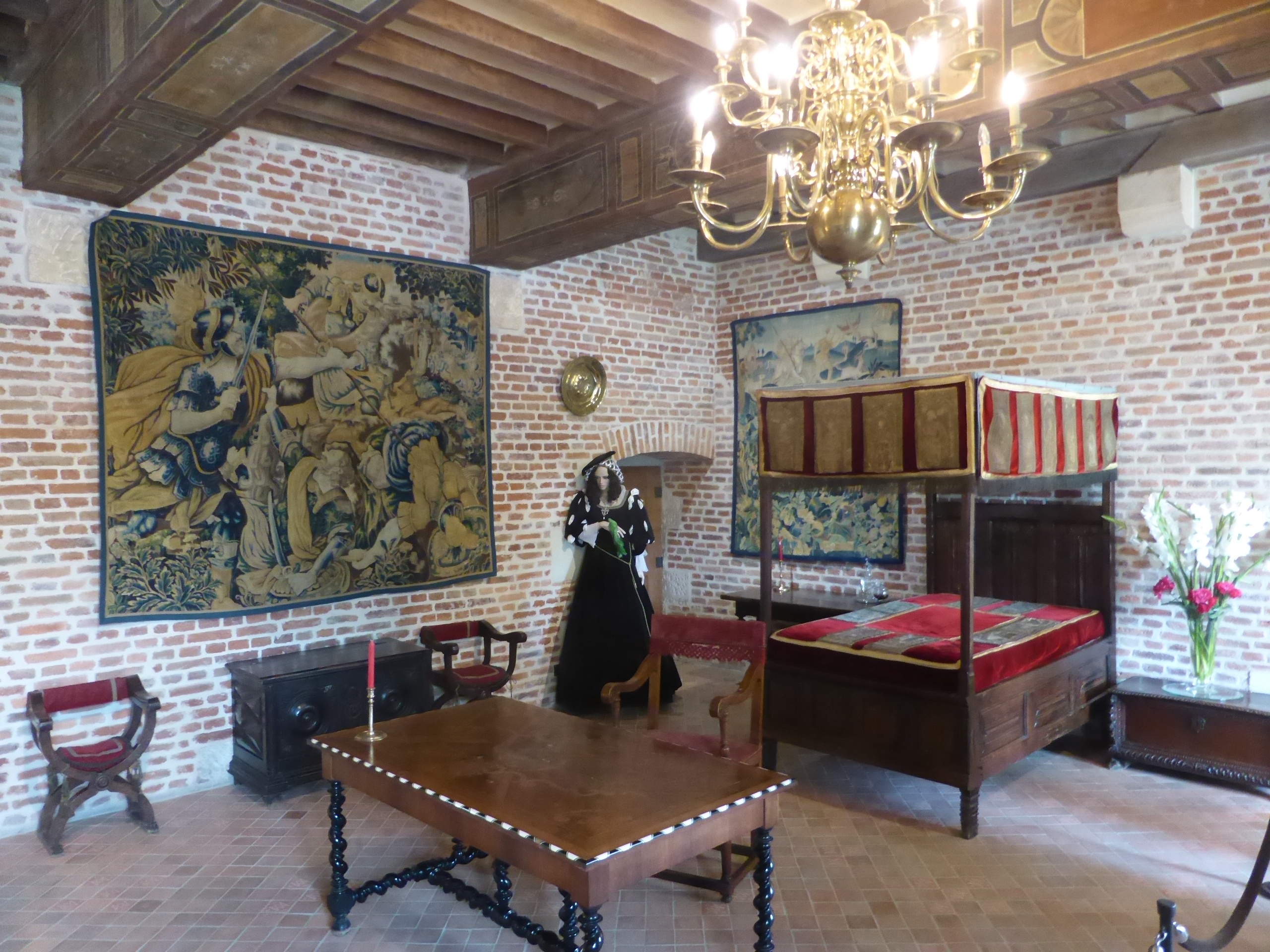
Camera da letto di Margherita di Valois

Il parco dedicato a Leonardo da Vinci

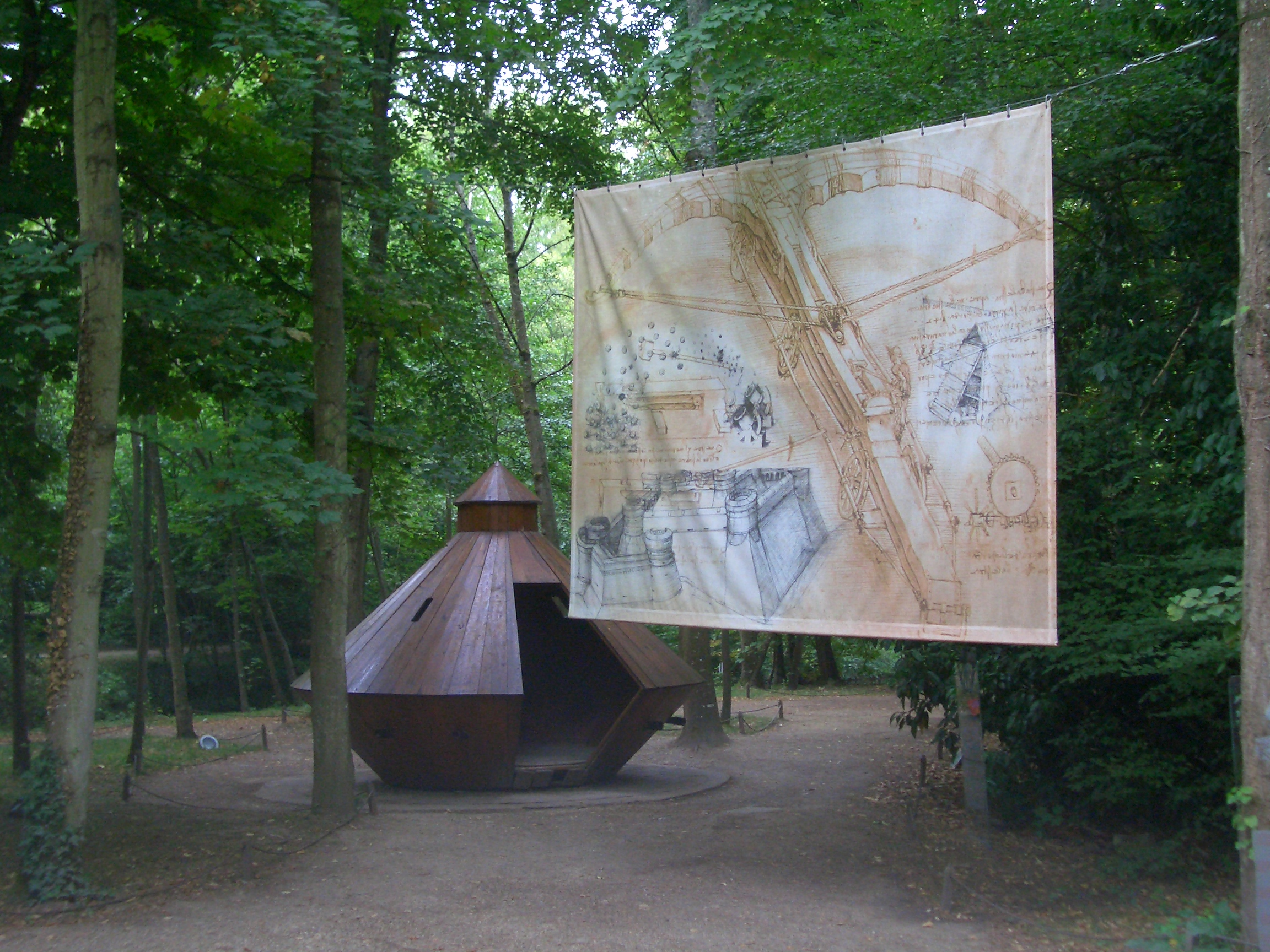
Ingresso del parco (sullo sfondo studio di carrarmato)
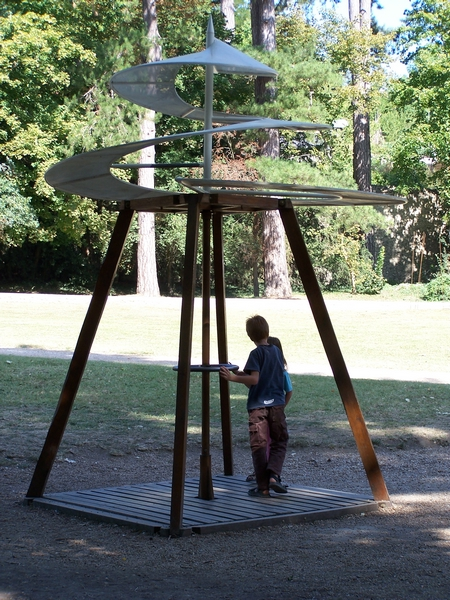
Modellino di elicottero leonardesco nel parco del castello
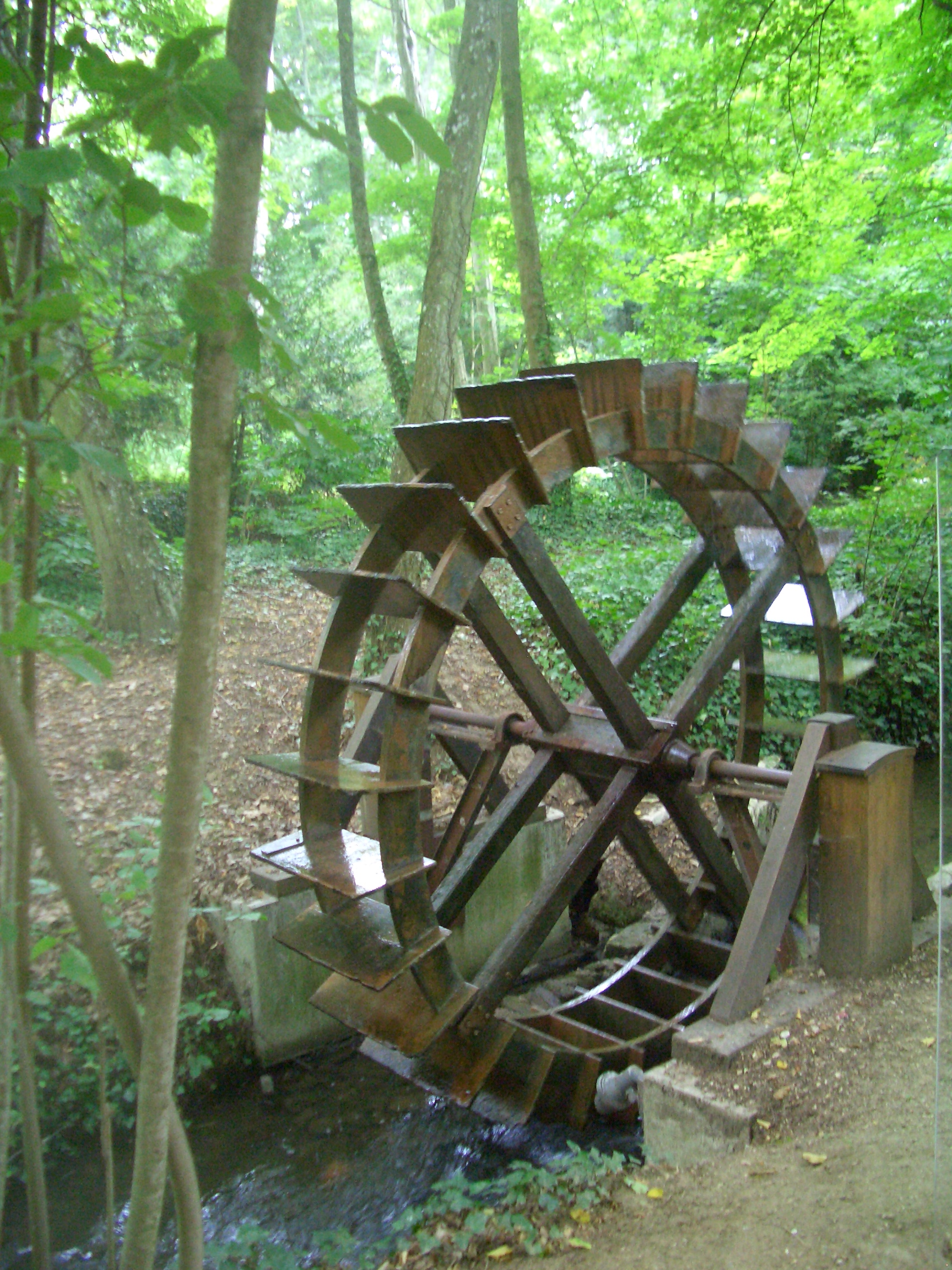
Turbina idraulica
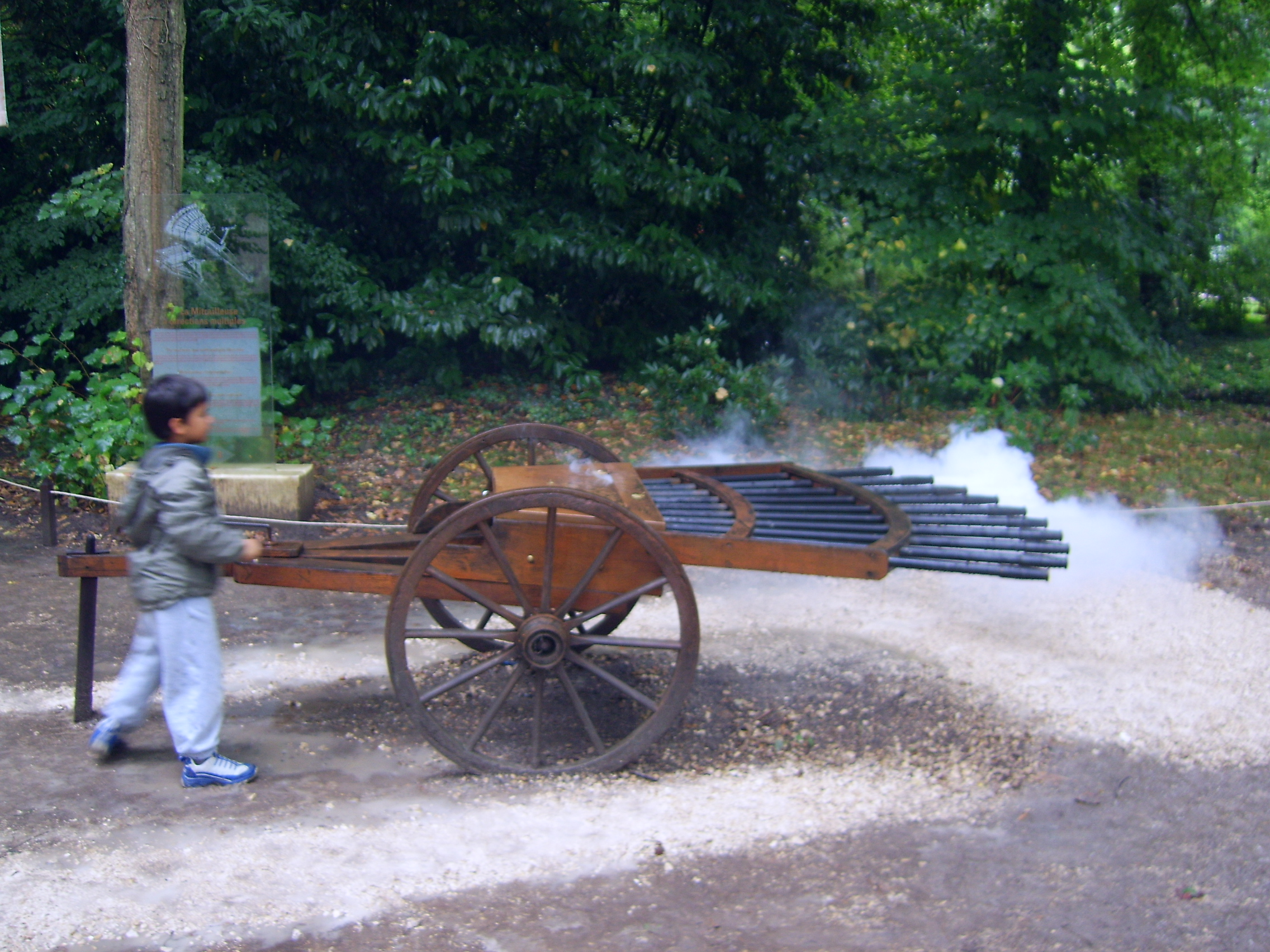
Cannone
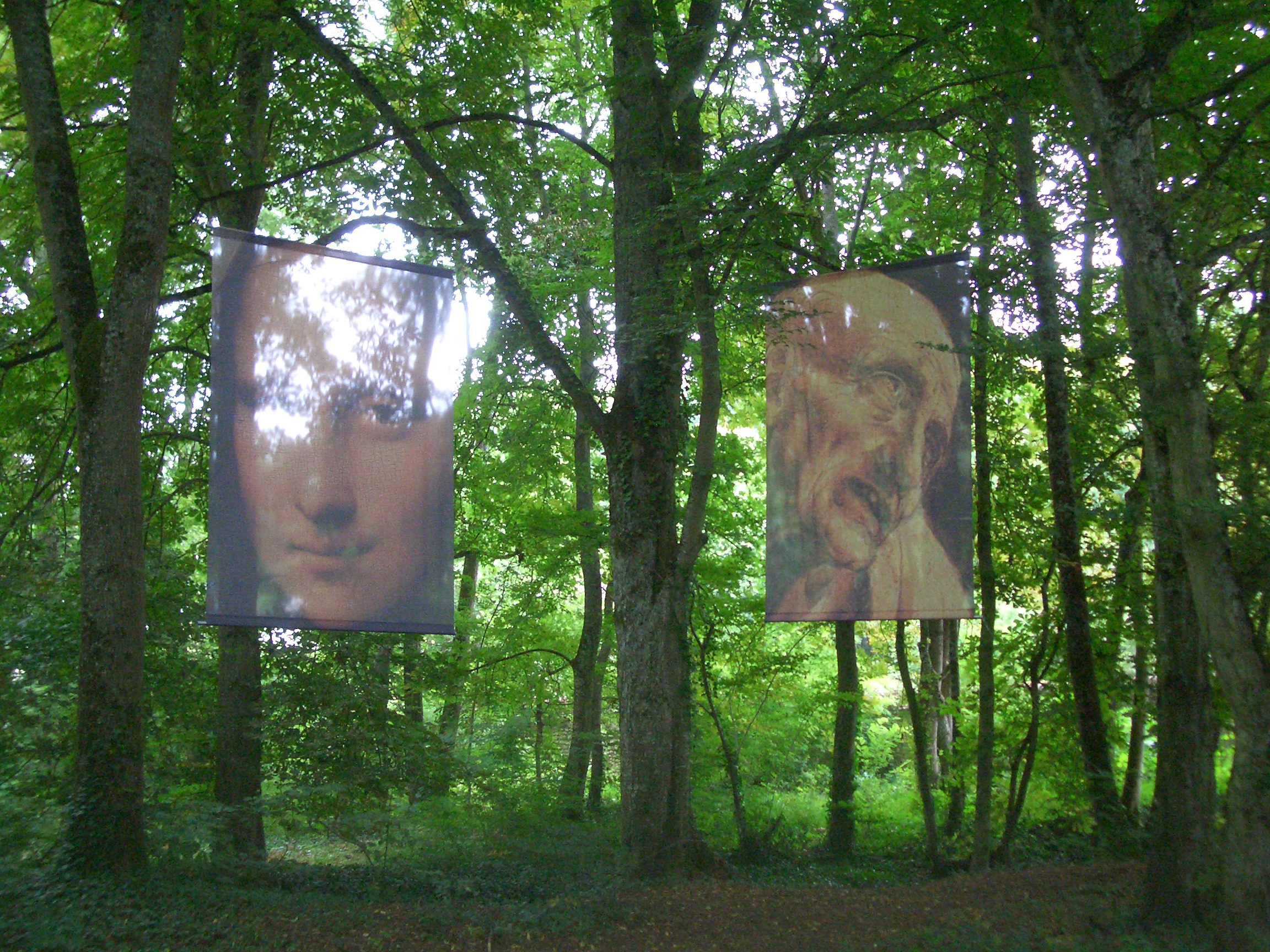
Posters
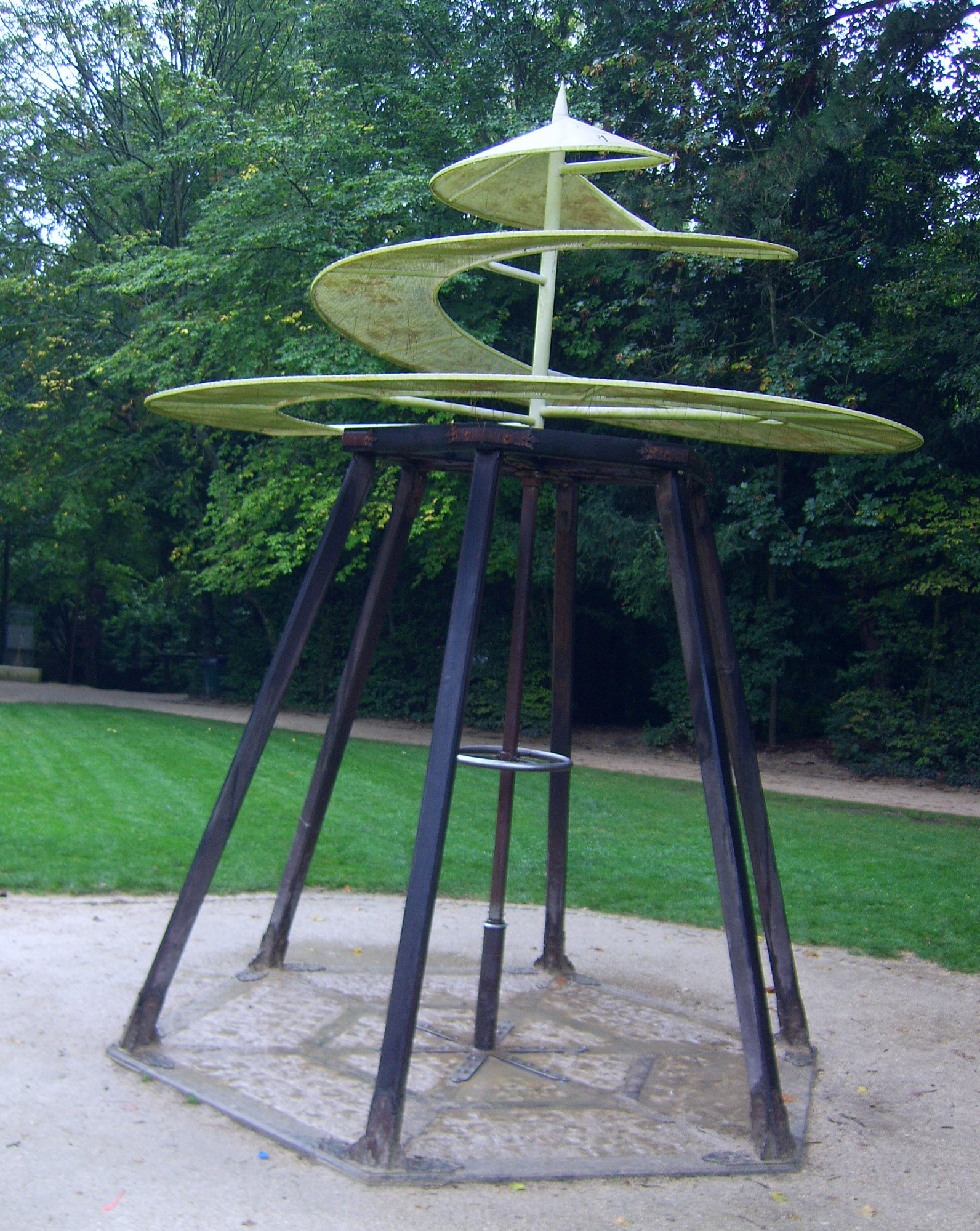
Studio di un elicottero